# Глобальный ноль
Международное движение за глобальный ноль (англ. — Global zero) — общественная организация, целью которой является достижение «глобального ноля» — уничтожение всех существующих ядерных арсеналов к 2030 году. Движение за глобальный ноль возглавляет группа, включающая в себя более 200 политических деятелей, имеющих опыт работы в сфере национальной безопасности, в эту группу входят бывшие главы государств, министры иностранных дел, министры обороны, советники по национальной безопасности, а также главнокомандующие.

## История
История современного движения за безъядерный мир началась 4 января 2007 года, когда в
«Уолл Стрит Джорнэл» была опубликована статья «Мир без ядерного оружия». Её
авторы — «ветераны» холодной войны — бывшие госсекретари США Генри Киссинджер, Джордж Шульц, бывший министр обороны США Уильям Перри и Сэм Нанн,
бывший председатель сенатского Комитета по вооруженным силам, обратились к
мировому сообществу с призывом начать процесс полной ликвидации ядерных
вооружений. Авторы статьи предложили «дорожную карту движения к безъядерному
миру» — промежуточные варианты межгосударственных соглашений. В соответствии с
«дорожной картой» ликвидация ядерного оружия может быть возможна при следующих
условиях: которой содержались конкретные предложения по продвижению к полностью безъядерному миру («дорожная карта»).
- если ядерные державы уничтожат ТЯО и радикально сократят стратегические ядерные арсеналы;
- если все ядерные державы ратифицируют ДВЗЯИ, подписанный в 1996 году;
- если будет подписан Договор о запрещении производства расщепляющихся материалов ДЗПРМ;
- если будет повышена безопасность систем хранения ЯО и расщепляющихся материалов — в первую очередь это касается оружейного плутония и высокообогащенного урана;
- если будет установлен международный контроль над ЗЯТЦ (…);
- если будут разрешены региональные конфликты, которые побуждают неядерные страны стремится к приобретению ядерного оружия[2].

## План действий
План действий (Action Plan) Движения за глобальный ноль предусматривает четырехэтапный план достижения соглашения о глобальном ноле (2010—2023) и последующее уничтожение
всего ядерного оружия к 2030 году.
1. 1-я фаза (2010—2013 гг.) предусматривала продолжение переговоров США и РФ по сокращению наступательных вооружений, подписанию СНВ, подписание двустороннего соглашения между РФ и США о сокращении ядерных арсеналов до 1000 боезарядов.
2. 2-я фаза (2014—2018 гг.) предусматривала многостороннее соглашение, в соответствии с которым США и РФ осуществят сокращение ядерных арсеналов до 500 боезарядов (к 2021 году), в то время как другие страны остановят наращивание своих арсеналов к 2018 году, а затем приступят к их постепенному уничтожению к 2021 году. На данном этапе предусматривалось введение системы контроля и гарантий, предусматривающих пресечение незаконного использования технологий мирной атомной энергетики в целях создания ядерного оружия.
3. 3-я фаза (2019—2033 гг.) предусматривала переговоры по соглашению о последовательном уничтожении всего ядерного оружия, который должен быть подписан всеми странами, обладающими ядерными потенциалами.
4. 4-я фаза (2024—2030) предусматривала завершение процесса поэтапного уничтожения всех ядерных арсеналов к 2030 году и дальнейшее совершенствование системы контроля.[4]

## Дальнейшая судьба
Учредительная конференция Движения за глобальный ноль (Globalzero) состоялась в Париже 2008 года.
Более 100 политиков, гражданских и военных деятелей приняли участие в работе
данной конференции и подготовили план действий по уничтожению ядерного
оружия. Участники конференции подписали открытое письмо, адресованное Бараку Обаме и Дмитрию Медведеву, с призывом приступить к взаимному сокращению ядерных
потенциалов.
5 апреля 2009 года в своей Пражской речи Барак Обама заявил о своей приверженности
уничтожению ядерного оружия.
Цитата: "Поэтому
сегодня я четко и с убежденностью провозглашаю приверженность Америки делу мира
и безопасности в мире без ядерного оружия. Я не наивен. Я понимаю, что
эта цель не будет достигнута быстро — возможно, этого не случится, пока я жив.
От нас потребуются терпение и настойчивость. Но сейчас мы тоже должны перестать
обращать внимание на голоса, которые говорят нам о том, что мир не может
измениться. Мы должны твердо заявить: «Да, мы можем». -Президент
Барак Обама, 5 апреля, 2009 г.
Инициативу американского лидера в целом поддержали четыре ядерные державы — Россия, Китай,
Франция и Великобритания и ряд неядерных стран.

### Реакция России
В марте 2008 г. министр иностранных дел России Сергей Лавров публично поддержал призыв к безъядерному миру ветеранов американской внешней и оборонной политики.
В сентябре 2008 г. премьер-министр Владимир Путин заявил о том, мир может полностью отказаться от ядерного оружия. В мае 2009 г. Владимир Путин выразил своё согласие с «нулевым вариантом»: «Я думаю, нам следует работать над всеобщим и полным ядерным разоружением. Нам всем следует
поставить такую цель. Однако никто не должен злоупотреблять ею, используя эти
термины и эту область международной философской мысли в корыстных целях. Если
подобный план когда-либо будет осуществлен, то это будет сделано всеми
странами. Одна или две страны не могут позволить себе одностороннее
разоружение, в то время как другие продолжат наращивать свои ядерные арсеналы».
В июне 2009 г. Владимир Путин снова публично поддержал инициативу «глобального
ноля»: «Зачем нам атомное оружие? Разве мы его изобрели и когда-нибудь
применяли? Если те, кто сделал атомную бомбу и применял её, сегодня готовы от
неё отказаться так же, как, я надеюсь, и другие ядерные державы, официально или
неофициально владеющие им (этим оружием. — Ред.), конечно, мы будем всячески
приветствовать и способствовать этому процессу».
1 апреля 2009 года Дмитрий Медведев и Барак Обама подписали декларацию по СНВ, в которой две
страны провозгласили намерение стремиться к безъядерному миру.

## Критика
Концепция глобального ноля подверглась серьезной критике со стороны ряда ведущих специалистов в области ядерных вооружений.
Реалист
Кеннет Уолтц утверждает, что ядерное оружие и стратегия сдерживания повышают
шансы государств на мирное сосуществование. По Уолтцу, в неядерную эпоху
государства развязывали войны, так как последствия этих войн были ограниченными,
в то время как угроза неограниченных последствий ядерной войны гарантирует
взвешенное поведение ядерных держав. Ядерное оружие, как считает Уолтц, играет
отрезвляющую роль и является оружием защиты, но не нападения, «ядерное оружие
эффективно гарантирует жизненно важные интересы страны, но малопригодно для
установления господства над другими государствами».
Российский политолог Сергей Караганов также выступает в поддержку положительной роли
ядерного сдерживания в предотвращении войн — «ядерное оружие есть благо,
которое призвано спасти человечество от него самого».
Американский политолог А. Этциони в статье «Ноль — это неверное число» предлагает
критический подход к концепции «глобального ноля», указывая на то, что
дискуссии по поводу «нулевого варианта» отвлекают мировое сообщество от решения
насущных и более решаемых проблем в ядерной сфере — ядерные программы Ирана и
Северной Кореи, сотрудничество США и РФ в области режима безопасности
тактического ядерного оружия и ядерного топлива, угроза попадания ядерного
оружия в руки террористов в случае государственного переворота в Пакистане.
Владимир Дворкин полагает, что «поставленная задача утопична…Вряд ли можно рассчитывать
на ликвидацию ядерного оружия к 2030 году в то время, когда трудно
прогнозировать перспективы вступления в силу Договора о всеобъемлющем
запрещении ядерных испытаний, о запрещении производства расщепляющихся
материалов военного назначения, о разрешении ядерных кризисов Ирана и Северной
Кореи».

## Общественное мнение и СМИ
Опросы, проведенные в 21 странах Движением за глобальный ноль, показали, что 76 %
населения этих стран поддерживают перспективу подписания соглашения об
уничтожении ядерного оружия. Члены Движения за глобальный ноль заявили, что
необходимо обеспечить большее информационное освещение проблемы ядерного оружия
в частности для поколений, выросших после окончания холодной войны.
Движение за глобальный ноль стремится заручиться поддержкой мировой общественности,
активисты движения содействуют распространению информации, созданию
международного студенческого движения в поддержку «глобального ноля», проводят
онлайн-регистрацию сторонников уничтожения ядерного оружия на сайте движения, также активистами проводятся акции (HollywoodStars 'demandZero' NuclearWeapons) с
целью привлечь внимание общественности. Одна из акций — BikearoundtheBomb — прошла 9 августа 2014 года в день 69-й годовщины атомной бомбардировки Нагасаки. 400 сторонников «глобального ноля» в Вашингтоне,
Берлине, Лондоне, Исламабаде, Нью-Дели — участники, пешком и на велосипедах, проехали символический круг, напоминающий
воронку ядерного взрыва.
Деятельность Движения активно транслируется через сайт движения, социальные сети: твиттер (#demandzero, #Zeroby2030), фейсбук, YouTube.